# Palaeopsylla breviprocera
Palaeopsylla breviprocera är en loppart som beskrevs av Wu Hou-yong, Guo Tian-yu et Liu Quan 1996. Palaeopsylla breviprocera ingår i släktet Palaeopsylla och familjen mullvadsloppor. Inga underarter finns listade i Catalogue of Life.